# Cheney (Washington)
Cheney es una ciudad ubicada en el condado de Spokane en el estado estadounidense de Washington. En el año 2000 tenía una población de 10.385 habitantes y una densidad poblacional de 834,4 personas por km².

## Geografía
Cheney se encuentra ubicada en las coordenadas 47°29′19″N 117°34′43″O / 47.48861, -117.57861.

## Demografía
Según la Oficina del Censo en 2000 los ingresos medios por hogar en la localidad eran de $22.593, y los ingresos medios por familia eran $37.935. Los hombres tenían unos ingresos medios de $27.745 frente a los $23.375 para las mujeres. La renta per cápita para la localidad era de $12.566. Alrededor del 30,9% de la población estaban por debajo del umbral de pobreza.